# Melrose Place (2009)
Melrose Place é uma série de televisão dramática norte-americana transmitida pela The CW entre 8 de setembro de 2009 a 13 de abril de 2010. É a quinta série da franquia Beverly Hills, 90210, é também a nova versão da série dos anos 90 homônima do canal Fox. A série segue a vida de um grupo de jovens adultos que moram no complexo de apartamentos fictícios de Melrose Place, em West Hollywood, Califórnia. Os produtores Todd Slavkin e Darren Swimmer de Smallville, são os diretores da série.
A recepção crítica foi mistas, e devido à baixa audiência, foi cancelada pela The CW em 20 de maio de 2010, após apenas uma temporada.

## Desenvolvimento
Depois de relançar a franquia com 90210 em 2008, houve uma especulação considerável sobre se a The CW planejava criar uma nova versão do Melrose Place de maneira semelhante. Um artigo no E! Online relatou a possibilidade de uma nova versão do Melrose em setembro de 2008, embora a The CW tenha se recusado a confirmar qualquer projeto desse tipo naquela época. Algumas semanas depois, a The CW e a CBS Paramount Network Television (sucessora da Spelling Television e, portanto, detentoras dos direitos legais de Melrose Place) disseram que estavam "explorando a possibilidade" de criar uma nova versão da série, para potencialmente estrear na temporada televisiva de 2009-2010 e tendo como alvo a "população demográfica: de mulheres jovens". O criador da série original, Darren Star, também confirmou que as discussões ocorreram, mas nada foi oficial. Em 31 de outubro de 2008, o escritor da Entertainment Weekly Michael Ausiello relatou que o criador de One Tree Hill, Mark Schwahn, falou sobre a execução do que estava sendo chamado de "Melrose Place 2.0". O The Hollywood Reporter confirmou em 14 de dezembro de 2008 que Schwahn estava em negociações para escrever o roteiro inicial para a série.
Em janeiro de 2009, a chefe de entretenimento da The CW, Dawn Ostroff, discutiu os planos da rede para desenvolver Melrose Place, afirmando que ela ainda não havia identificado um escritor, e que o projeto proposto incluiria tanto personagens novos quanto da série original. Ela notou que a série original Melrose Place, que começou em 1992, começou "em um momento não muito diferente do que estamos passando agora ... eles falaram sobre o encerramento do prédio, pessoas não tendo empregos. Aconteceu de forma muito semelhante, uma época em que a economia estava em baixa." Ostroff também disse a repórteres que, ao contrário da série original, a nova versão tentaria capturar a vida no bairro de Melrose, em Los Angeles. Quando perguntado se a nova série seria a "Melrose da primeira temporada ou o complexo de apartamentos de Kimberly que explodiria o apartamento dos anos posteriores", explicou Ostroff, "No começo você tem que investir na personagens, mas eu também acho que não pode ser tão dramático e sonolento que não o suficiente está acontecendo. Nossos fãs realmente amam esse drama intenso como você pode ver quando assiste One Tree Hill e Gossip Girl. Portanto, o trabalho é envolvê-los emocionalmente nas pessoas e, em seguida, fazer histórias e ter voltas e mais surpresas que você não esperava."
Em 19 de janeiro de 2009, com Mark Schwahn agora oficialmente fora do projeto, Ausiello relatou que The CW estava conversando com Darren Swimmer e Todd Slavkin (showrunners de Smallville) sobre dirigir o novo Melrose Place. Em 6 de fevereiro de 2009, Ausiello confirmou que Swimmer e Slavkin foram oficialmente contratados como os desenvolvedores do spin-off, e discutiram alguns dos novos personagens do show que ainda estavam para ser anunciados.
O The Hollywood Reporter informou em 23 de fevereiro de 2009 que The CW tinha oficialmente encomendado um episódio piloto para o novo Melrose Place escrito por Swimmer e Slavkin, que "seguiria a fórmula original e apresentaria um novo grupo de pessoas de vinte e poucos anos morando em Los Angeles". O vencedor do Óscar Davis Guggenheim (Uma Verdade Inconveniente) foi anunciado como diretor e produtor executivo do piloto.
A nova série, em última análise apenas intitulada de Melrose Place, como o antecessor dos anos 1990, estreou na The CW em 8 de setembro de 2009.

## Escolha do elenco
Em 25 de fevereiro de 2009, o The Hollywood Reporter relatou que o primeiro ator escalado para a nova série foi Michael Rady, cujo personagem Jonah foi comparado a Billy Campbell, de Andrew Shue, da versão original. Variety anunciou em 27 de fevereiro de 2009, que Katie Cassidy havia conseguido o papel de Ella, a quem Ausiello já havia comparado com Amanda Woodward, de Heather Locklear. Em 9 de março de 2009, Ausiello relatou que a cantora/atriz Ashlee Simpson havia sido escolhida como Violet, e citou uma fonte interna não identificada dizendo que as conversas para seu papel estavam "parecendo boas". O The Hollywood Reporter anunciou em 17 de março de 2009, que Jessica Lucas havia conquistado o papel de Riley. Em 24 de março de 2009, Colin Egglesfield foi escalado como Auggie e Stephanie Jacobsen como Lauren. O The Hollywood Reporter informou em 3 de abril de 2009 que Shaun Sipos havia conseguido o papel final na série – o filho de Jake, David – agora descrito como um garoto rico cujo "comportamento de bad boy o afastou do dinheiro da família".
Em 5 de abril de 2009, The Hollywood Reporter relatou a história de que Laura Leighton iria se juntar à série como seu personagem original de Melrose Place, Sydney Andrews. Embora Sydney tenha aparentemente sido morta em 1997, no final da quinta temporada do programa original, o novo piloto a encontra viva e agora proprietária do complexo de apartamentos.
A interpretação de Ashlee Simpson da intrigante Violet Foster foi criticada por críticos e fãs que a acharam muito repugnante, e ela teria sido repugnada por outros membros do elenco. Foi anunciado em outubro de 2009 que Simpson e Colin Egglesfield deixariam a série após a conclusão do enredo "mistério de assassinato de Sydney Andrews".

## Produção
Ausiello relatou em 19 de maio de 2009, que a série havia sido pego pela The CW. Apresentando sua programação de temporada 2009-2010 em 21 de maio de 2009, a The CW anunciou sua intenção de transmitir Melrose Place após 90210 nas noites de terça-feira, da mesma forma que seus programas foram combinados quando o Melrose Place original estreou na Fox em julho de 1992. Ostroff acrescentou que provavelmente haveria algum cruzamento de personagem entre os dois shows. Os personagens de Sipos, Cassidy e Jacobsen também foram renomeados para "David Breck", "Ella Simms" e "Lauren Yung" no comunicado de imprensa.
Com a série em produção, o Los Angeles Times observou em 30 de agosto de 2009 que o novo Melrose Place pretende refletir a vida em Los Angeles além do original, filmando "em todos os lugares, desde Skid Row a Sunset Boulevard e usando locais populares como o Cinerama Dome e o Walt Disney Concert Hall, além de luxuosas mansões em Malibu e as chamadas ruas dos pássaros de Hollywood Hills." Os produtores executivos Slavkin e Swimmer cresceram em Los Angeles e queriam atualizar a série "de uma forma muito legal e relevante, e não apenas colocar o nome Melrose Place nela". Preocupado em repetir as mesmas dificuldades que ocorreram ao incorporar personagens da série 90210, Ostroff da The CW foi atraído pela intenção de Slavkin e Swimmer de "criar um novo mundo, mas também aguentar o que era especial sobre Melrose originalmente."
Em 23 de setembro de 2009, a Variety informou que a The CW havia encomendado mais seis roteiros para a série, apesar de sua audiência serem até agora uma "decepção". A The CW ordenou oficialmente mais cinco episódios da série, elevando o total para dezoito. Um dia depois, em uma entrevista com Ausiello, Slavkin e Swimmer anunciaram que Egglesfield, Simpson e Leighton deixariam a série assim que o mistério do assassinato fosse resolvido no episódio 12. Egglesfield disse a E! On-line que a sua partida foi uma decisão da rede impulsionada por audiência fracas do show, e que seu personagem Auggie não seria morto.

## Sinopse
A série se passa no condomínio Melrose, em Los Angeles, onde as vidas de seus locatários se cruzam em diversas situações envolvendo ambição, sexo, traições e até mesmo assassinatos.

## Elenco e personagens

### Personagens regulares
- Katie Cassidy como Ella Simms
- Michael Rady como Jonah Miller
- Jessica Lucas como Riley Richmond
- Colin Egglesfield como August "Auggie" Kirkpatrick
- Ashlee Simpson-Wentz como Violet Foster
- Shaun Sipos como David Breck
- Stephanie Jacobsen como Lauren Yung

### Personagens recorrentes
- Jane Andrews (Josie Bissett)
- Dr. Michael Mancini (Thomas Calabro)
- Sydney Andrews (Laura Leighton)[47]
- Amanda Woodward (Heather Locklear)
- Jo Reynolds (Daphne Zuniga)
- Vanessa Mancini (Brooke Burns)
- Ben Brinkley (Billy Campbell)
- Wendi Mattison (Kelly Carlson)
- Rick Paxton (Niall Matter)
- Toby Shepard (Adam Kaufman)
- Chef Marcello (Ethan Erickson)
- Detective James Rodriguez (Nicholas Gonzalez)
- Detective Drake (Jason Olive)
- Caleb Brewer (Victor Webster)
- Drew Pragin (Nick Zano)
- Noah Mancini (Mason Vale Cotton)

## Cancelamento
Os índices de atraso causaram especulações frequentes de que a série não seria trazida de volta para uma segunda temporada. TV by the Numbers, um site que publica as avaliações da televisão para o público, afirmou repetidamente que o programa não atingiu seu público-alvo e provavelmente foi cancelado. Após o final da temporada, o produtor da série Darren Swimmer deixou um comunicado em sua conta no Twitter dizendo: "Melrose Place: Obrigado pelo amor, fãs. Honestamente, a 2ª temporada parece que não vai acontecer. Todos os sinais dizem não, mas não palavra oficial ainda." Em 18 de maio de 2010, dois dias antes do lançamento da nova formação da CW, Swimmer deixou outra mensagem sobre o destino da série: "Eu acho que é justo dizer que não seremos renovados para a próxima temporada. Agradecemos todos os envolvidos com a série e os nossos fãs!". A The CW cancelou oficialmente a série em 20 de maio de 2010.

## Recepção

### Audiência
| Temporada | Episódios | Horário           | Estreia da temporada  | Estreia da temporada | Estreia da temporada | Audiência (em milhões) | Rank | Audiência 18–49 (em média) |
| Temporada | Episódios | Horário           | Estréia da temporada  | Final da temporada   | Data                 | Audiência (em milhões) | Rank | Audiência 18–49 (em média) |
| --------- | --------- | ----------------- | --------------------- | -------------------- | -------------------- | ---------------------- | ---- | -------------------------- |
| 1         | 18        | Terça-feira 21:00 | 8 de setembro de 2009 | 13 de abril de 2010  | 2009–2010            | 1.39                   | #138 | 0.7                        |

### Resposta crítica
Melrose Place teve recepção mista por parte da crítica especializada. Com base de 24 avaliações profissionais, alcançou uma pontuação de 55% no Metacritic. Por votos dos usuários do site, atinge uma nota de 6.1, usada para avaliar a recepção do público.

## Episódios
| N.º | Título          | Dirigido por     | Escrito por                                               | Exibição original      | Audiência (milhões) |
| --- | --------------- | ---------------- | --------------------------------------------------------- | ---------------------- | ------------------- |
| 1   | "Pilot"         | Davis Guggenheim | Todd Slavkin & Darren Swimmer                             | 8 de setembro de 2009  | 2.27                |
| 2   | "Nightingale"   | Greg Beeman      | Liz Tigelaar                                              | 15 de setembro de 2009 | 1.81                |
| 3   | "Grand"         | Allan Arkush     | Caroline Dries                                            | 22 de setembro de 2009 | 1.45                |
| 4   | "Vine"          | Fred Toye        | Daniel Thomsen Dries                                      | 29 de setembro de 2009 | 1.45                |
| 5   | "Canon"         | Norman Buckley   | Chris Fife                                                | 6 de outubro de 2009   | 1.44                |
| 6   | "Shoreline"     | Roxann Dawson    | Alex McNally                                              | 13 de outubro de 2009  | 1.38                |
| 7   | "Windsor"       | Patrick Norris   | Jonathan Caren                                            | 20 de outubro de 2009  | 1.50                |
| 8   | "Gower"         | David Barrett    | Caprice Crane                                             | 3 de novembro de 2009  | 1.48                |
| 9   | "Ocean"         | Liz Friedlander  | David Babcock                                             | 10 de novembro de 2009 | 1.28                |
| 10  | "Cahuenga"      | Michael Fields   | Caroline Dries                                            | 17 de novembro de 2009 | 1.57                |
| 11  | "June"          | David Paymer     | Dan Thompsen                                              | 8 de dezembro de 2009  | 1.41                |
| 12  | "San Vicente"   | Bethany Rooney   | História por : Caprice Crane Roteiro por : Caroline Dries | 15 de dezembro de 2009 | 1.26                |
| 13  | "Oríole"        | Greg Beeman      | Alex McNally                                              | 9 de março de 2010     | 1.19                |
| 14  | "Stoner Canyon" | Seith Mann       | Caprice Crane                                             | 16 de março de 2010    | 1.16                |
| 15  | "Mulholland"    | J. Miller Tobin  | David Babcock                                             | 23 de março de 2010    | 0.97                |
| 16  | "Santa Fe"      | Greg Beeman      | Dan Thomsen & Alex McNally                                | 30 de março de 2010    | 1.06                |
| 17  | "Sepulveda"     | Norman Buckley   | Caroline Dries                                            | 6 de abril de 2010     | 0.86                |
| 18  | "Wilshire"      | Greg Beeman      | Darren Swimmer & Todd Slavkin                             | 13 de abril de 2010    | 1.10                |